# Filovia di Pescara
La filovia di Pescara è un'opera attualmente in fase di pre esercizio nella città di Pescara. L'opera, divisa in tre lotti, una volta completa dovrebbe collegare la  vecchia stazione di Pescara Centrale, nelle cui aree insiste il terminal bus cittadino, con Montesilvano a nord, il campus pescarese dell'università Gabriele d'Annunzio a sud e l'aeroporto di Pescara e San Giovanni Teatino a ovest. Il primo lotto, l'unico realizzato, prevede il collegamento del terminal bus pescarese con il palacongressi e la zona "Grandi alberghi" di Montesilvano.

## Storia

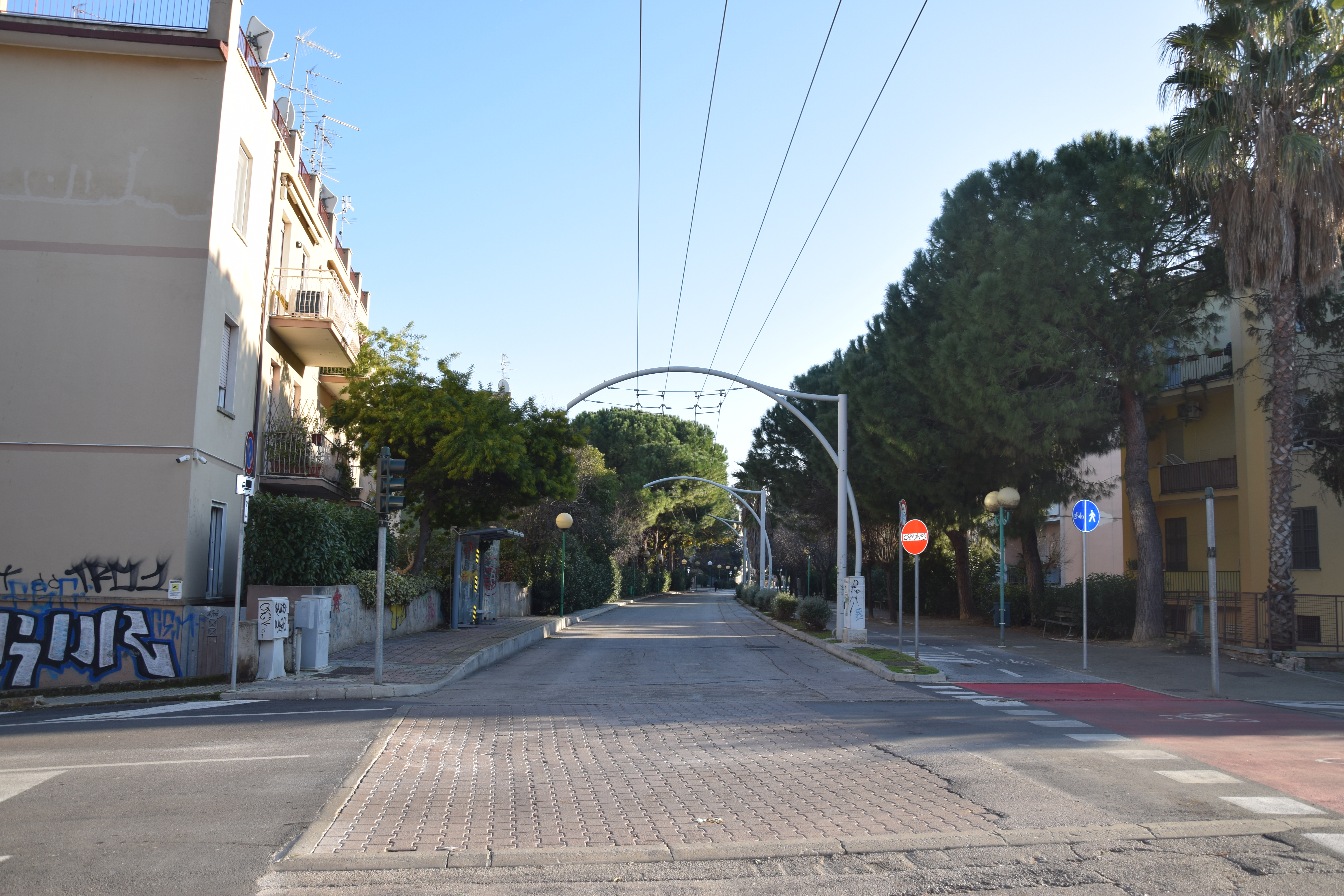
Il tracciato filoviario e la fermata di via del Milite Ignoto

### I primi progetti e la "strada parco"
Nel 1988, in concomitanza con l'entrata in funzione della nuova stazione di Pescara Centrale, la ferrovia Adriatica fu trasferita su un nuovo tracciato in variante a ridosso delle colline ponendo così fine alla netta separazione urbanistica della fascia costiera pescarese ed eliminando i numerosi e problematici passaggi a livello che caratterizzavano l'area nord della città. 
In seguito alla costruzione della variante ferroviaria il vecchio tracciato, compreso tra piazza Martiri Pennesi a Pescara e viale Europa a Montesilvano, rimase senza una precisa destinazione d'uso fino al 1992, quando venne incluso in un primo progetto di una nuova linea di trasporto pubblico rapido in sede esclusiva. Tale progetto, che nella fasi iniziali prevedeva l'uso di bus elettrici, venne finanziato nel 1995 grazie alla legge 26 febbraio 1992 n. 211, consentendo l'avvio dei lavori.Tra il 1997 e il 1998 gran parte del tracciato nel comune di Pescara venne asfaltato e dotato di marciapiede e pista ciclabile, tuttavia i lavori si interruppero senza proseguire nella costruzione dell'infrastruttura; da allora il viale acquisì la denominazione di via Castellammare Adriatico a Pescara e via della Liberazione a Montesilvano, ed è noto nelle due città con il nome di "strada parco".

### Il progetto del 2002
In seguito a vari passaggi burocratici fu redatto un nuovo progetto per la linea filoviaria, frutto di una conferenza di servizi tra i comuni di Pescara e Montesilvano, la regione Abruzzo e GTM (società che in seguito confluirà in TUA, all'epoca gestore del trasporto pubblico locale nell'area pescarese), e venne approvato dal CIPE nella fine del 2002, che concesse per la sua realizzazione un finanziamento di circa 31 milioni di euro, e i lavori sul tracciato ripresero nel 2009 a Montesilvano, con la costruzione di strada e marciapiede nei tratti mancanti, e nel 2010 a Pescara con l'elettrificazione dell'intero vecchio sedime ferroviario..
Il progetto venne quindi presentato al pubblico nel 2012, e prevedeva la costruzione e messa in esercizio del primo lotto dell'infrastruttura tra il terminal bus di Pescara e il palacongressi di Montesilvano, sviluppandosi in massima parte in sede propria sul vecchio tracciato ferroviario e per brevi tratti in sede promiscua nei pressi dei due terminal.
Nel 2012, durante la presentazione pubblica del progetto della linea filoviaria in piazza della Rinascita, fu annunciato l'allora nome commerciale della linea, Filò; per l'esercizio della linea il gestore TUA aveva previsto di dotarsi di otto filobus snodati Phileas costruiti dalla società APTS (Advanced Public Transport Systems), all'epoca facente parte del gruppo olandese VDL Bus & Coach, tuttavia tale società cessò le attività nel 2014 generando un ulteriore stallo dei lavori, che prevedevano l'uso di filobus ormai non più in produzione.

### Collaudi e ricorsi alla giustizia amministrativa

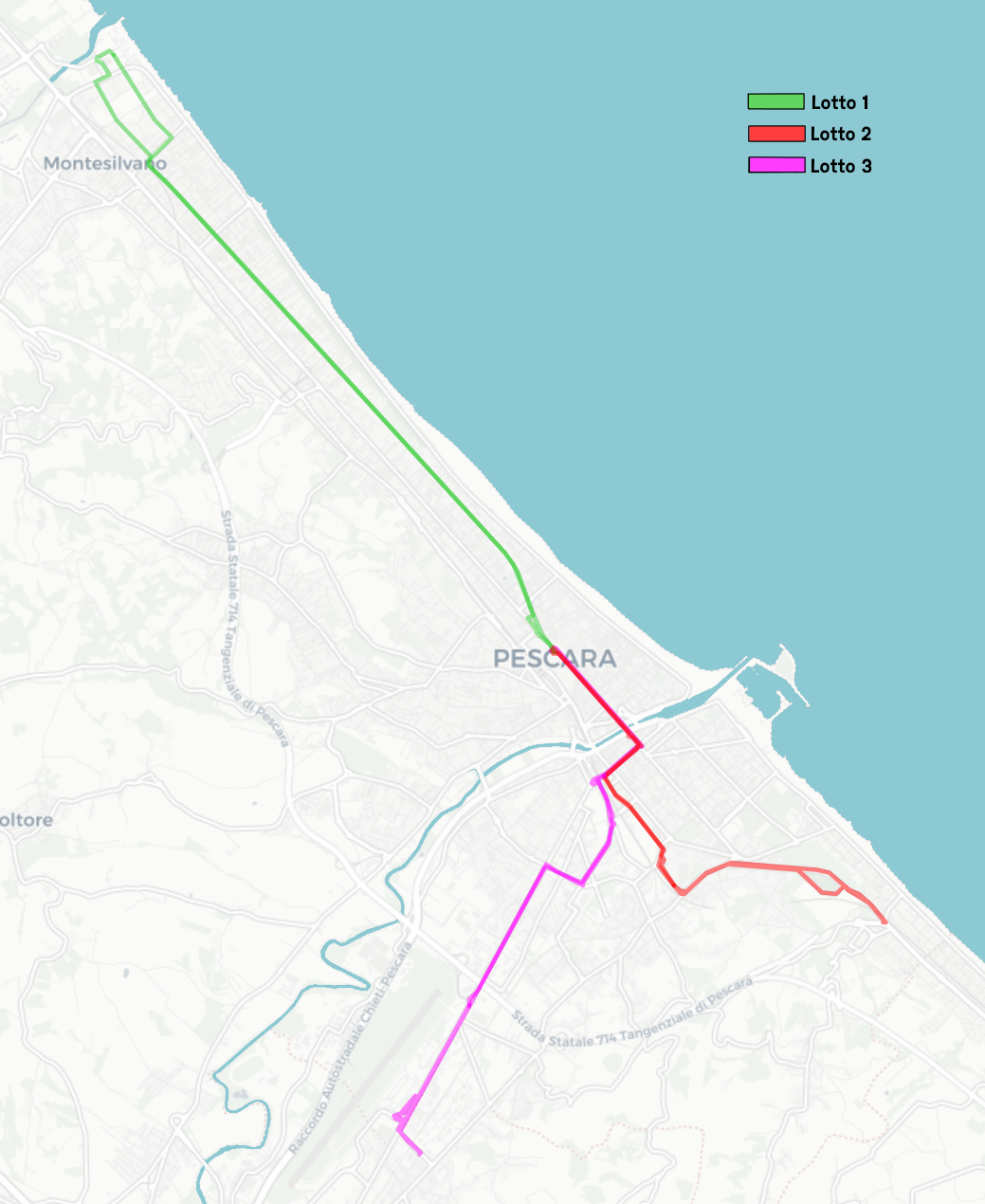
Il progetto complessivo della rete filoviaria

Il tracciato elettrificato, lungo circa 6 chilometri e compreso tra piazza Martiri Pennesi a Pescara e viale Europa a Montesilvano, venne collaudato con successo da TUA il 7 marzo 2017 usando un filobus Van Hool A330T in esercizio sulla filovia di Chieti, e nonostante i cronici ritardi nella realizzazione dell'opera, un rapporto della Corte dei conti dello stesso anno, pur evidenziando che "criticità persistenti si registrano nell’attuazione" giudicava lo stato di realizzazione dell'opera come ultimato al 98%. 
Nell'ottobre 2022 TUA ha acquisito i primi sei filobus Van Hool ExquiCity che saranno usati per il trasporto filoviario senza richiedere l'elettrificazione di tutto il tracciato grazie alla tecnologia "charging in motion", che permette la marcia dei mezzi tramite l'uso di batterie nei tratti non elettrificati per circa 15 chilometri ricaricando le stesse tramite i bifilari nei tratti elettrificati. 
La messa in esercizio della filovia, che secondo le previsioni degli enti locali coinvolti avrebbe dovuto avvenire nei primi mesi del 2023, ha subito ulteriori rallentamenti a causa di una bocciatura del progetto da parte del TAR dell'Abruzzo nel dicembre 2022, che accogliendo un ricorso prescriveva ulteriori pareri della commissione regionale VIA e del Ministero delle infrastrutture e dei trasporti, tuttavia la sentenza è stata annullata dal Consiglio di Stato ad agosto 2023, permettendo l'inizio dell'esercizio nel primo lotto tra Montesilvano e il terminal bus di Pescara. Il 22 febbraio 2024 sono iniziate delle corse di prova, la cui durata prevista era di nove settimane, annunciando contestualmente il nome commerciale di "La Verde" per la linea filoviaria.
Il 28 aprile 2025 la linea V1 è stata attivata sul percorso filoviario mediante l'uso di sette autobus elettrici, cinque Yutong U12 e due Mercedes-Benz eCitaro, mancando ancora diversi passaggi burocratici per l'autorizzazione all'uso dei filobus; le partenze programmate dai capolinea erano ogni 10 minuti nei giorni feriali e 30 nei festivi, tuttavia il servizio è stato subito sospeso il 27 maggio successivo in seguito a un nuovo ricorso, accolto in via cautelativa dal TAR dell'Abruzzo avendo riscontrato criticità nell'iter burocratico. Il 20 giugno 2025 il Consiglio di Stato ha subordinato la conferma della sospensiva dell'esercizio della linea stabilita dal TAR dell'Abruzzo alla presentazione da parte dei ricorrenti di una fideiussione che possa garantire le perdite subite dalla società TUA fino alla risoluzione del contenzioso, prendendo atto del danno provocato a TUA dalla sospensione del servizio pubblico che registrò circa 5000 passeggeri al giorno nel periodo di attivazione.
Il 7 luglio 2025 l'ANSFISA ha rilasciato il nulla osta alla circolazione dei filobus ExquiCity sull'infrastruttura, e l'11 agosto successivo è iniziato il pre-esercizio della durata prevista di venti giorni, propedeutico all'entata in esercizio della linea filoviaria.

## Secondo e terzo lotto
I restanti lotti che compongono l'opera nella sua interezza, il lotto 2 verso l'università e Francavilla al Mare e il lotto 3 vero l'aeroporto di Pescara, nonostante fossero già stati progettati da TUA sono stati esclusi da finanziamenti ministeriali di 62 milioni di euro nel 2021.  Nonostante TUA e il comune di Pescara abbiano partecipato a nuovi bandi ministeriali, e a giugno 2025 il comune di Pescara abbia modificato il progetto in una "busvia" con autobus articolati elettrici, più facile e veloce da realizzare, il progetto rimane senza fondi. 
```
[
27
]
[
28
]
```

Il secondo lotto della filovia prevede il collegamento del terminal bus con l'Università d'Annunzio, con capolinea sulla via Nazionale Adriatica sud nei pressi del confine con il comune di Francavilla al Mare. L'itinerario elettrificato previsto percorrerebbe corso Vittorio Emanuele II, viale Marconi, via Conte di Ruvo, via Orazio, via Misticoni e via Antonio Lo Feudo, dove in corrispondenza della fermata della stazione di Pescara Tribunale e del Palazzo di giustizia è stata installata una stazione di ricarica. Qui i filobus si sgancerebbero dai bifilari per continuare alimentati a batterie su via Tirino, via Falcone e Borsellino, strada della Bonifica, via Pantini e via Nazionale Adriatica sud, dove invertirebbero la marcia alla rotonda dello svincolo della Tangenziale di Pescara.
Il terzo lotto condivide parte del percorso con il secondo lotto, ovvero dal terminal bus sino a via Conte di Ruvo, dove supera il sottopasso ferroviario per immettersi su via Lago di Campotosto proseguendo poi su via Alessandro Volta e via Enzo Tortora, dove raggiunge la via Tiburtina Valeria. Il percorso prosegue sulla via Tiburtina sino a via Feltrino, dov'è previsto lo sganciamento dai bifilari e il proseguimento a batterie. Continuando a percorrere la via Tiburtina il percorso raggiunge quindi l'aeroporto di Pescara, per poi proseguire lungo via Amendola e viale Sandro Pertini a San Giovanni Teatino, dove avrà capolinea.